# Wahlkreis Riesa-Großenhain 2
Der Wahlkreis Riesa-Großenhain 2 war ein Landtagswahlkreis in Sachsen, der erstmals zu den Landtagswahlen 1994 gebildet wurde und bis zur Landtagswahl 2009 existierte. Er hatte die Wahlkreisnummer 38. Das Wahlkreisgebiet umfasste 1994 einen Teil des zum 1. August 1994 gebildeten Landkreises Riesa-Großenhain und war deckungsgleich mit dem zur Landtagswahl 1990 gebildeten Wahlkreis Großenhain – Riesa II. Der Landkreis ging im Zuge der sächsischen Kreisgebietsreform 2008 im neuen Landkreis Meißen auf. Das Wahlkreisgebiet bestand zwischen 1994 und 2009 aus folgenden Städten und Gemeinden: Ebersbach, Glaubitz, Gröditz, Großenhain, Lampertswalde, Nauwalde, Nünchritz, Priestewitz, Röderaue, Schönfeld, Tauscha, Thiendorf, Weißig a. Raschütz, Wildenhain, Wülknitz und Zabeltitz. Nachfolger wurde 2014 der Wahlkreis Meißen 2, erweitert um die Stadt Radeburg.

## Wahl 2009
| Amtliches Endergebnis der Landtagswahl am 30. August 2009 in Sachsen im Wahlkreis 038 Riesa-Großenhain 2 (Ergebnisse in Prozent) |

| Direktkandidat     | Partei          | Erststimmen in % | Zweitstimmen in % |
| ------------------ | --------------- | ---------------- | ----------------- |
| Sebastian Fischer  | CDU             | 38,5             | 42,4              |
| Kerstin Lauterbach | Die Linke       | 21,4             | 18,8              |
| Andrea Kreisz      | SPD             | 9,3              | 8,7               |
| Holger Apfel       | NPD             | 8,5              | 8,8               |
| Norbert Ehme       | FDP             | 9,3              | 10,0              |
| Volker Herold      | GRÜNE           | 3,5              | 3,2               |
| -                  | Tierschutz      | -                | 1,8               |
| -                  | PBC             | -                | 0,2               |
| -                  | BüSo            | -                | 0,2               |
| Ramon Kuhbach      | DSU             | 5,5              | 1,8               |
| -                  | REP             | -                | 0,2               |
| -                  | Freie Sachsen   | -                | 1,0               |
| Gotthard Ringel    | FP Deutschlands | 1,6              | 0,5               |
| Carsten Heine      | Humanwirtschaft | 0,9              | 0,4               |
| -                  | Piraten         | -                | 1,5               |
| -                  | SVP             | -                | 0,4               |
| Holger Conrad      | FW Sachsen      | 1,6              | -                 |

Es waren 49.172 Personen wahlberechtigt. Die Wahlbeteiligung lag bei 53,6 %. Von den abgegebenen Stimmen waren 2,5 % ungültig. Als Direktkandidat wurde Sebastian Fischer (CDU) gewählt. Er erreichte 38,5 % aller gültigen Stimmen.

## Wahl 2004
Die Landtagswahl 2004 hatte folgendes Ergebnis:
| Direktkandidat     | Partei          | Erststimmen in % | Zweitstimmen in % |
| ------------------ | --------------- | ---------------- | ----------------- |
| Horst Rasch        | CDU             | 44,8             | 41,7              |
| Kerstin Lauterbach | PDS             | 26,8             | 22,5              |
| Hagen Görsch       | SPD             | 8,1              | 7,2               |
| Siegmund Hoffmann  | GRÜNE           | 3,6              | 3,3               |
| -                  | NPD             | -                | 13,9              |
| Konrad Hardt       | FDP             | 8,6              | 6,0               |
| -                  | DSU             | -                | 0,7               |
| -                  | PBC             | -                | 0,5               |
| -                  | GRAUE           | -                | 1,0               |
| -                  | BüSo            | -                | 0,4               |
| -                  | AUFBRUCH        | -                | 0,7               |
| -                  | DGG             | -                | 0,6               |
| -                  | Tierschutz      | -                | 1,7               |
| Gotthard Ringel    | FP Deutschlands | 5,4              | -                 |
| Carsten Heine      | Heine           | 2,8              | -                 |

Es waren 51.298 Personen wahlberechtigt. Die Wahlbeteiligung lag bei 63,2 %. Von den abgegebenen Stimmen waren 1,9 % ungültig. Als Direktkandidat wurde Horst Rasch (CDU) gewählt. Er erreichte 44,8 % aller gültigen Stimmen.

## Wahl 1999
Die Landtagswahl 1999 hatte folgendes Ergebnis:
| Direktkandidat    | Partei          | Erststimmen in % | Zweitstimmen in % |
| ----------------- | --------------- | ---------------- | ----------------- |
| Horst Rasch       | CDU             | 54,3             | 59,1              |
| Udo Schmidt       | SPD             | 10,8             | 9,0               |
| Brigitte Zschoche | PDS             | 24,5             | 21,6              |
| Joe Balzer        | GRÜNE           | 1,7              | 1,5               |
| Bernd Stieler     | FDP             | 1,6              | 0,9               |
| -                 | BüSo            | -                | 0,1               |
| Andreas Wabner    | DSU             | 2,1              | 0,8               |
| -                 | GRAUE           | -                | 0,2               |
| Michael Müller    | REP             | 1,7              | 1,4               |
| Gotthard Ringel   | FP Deutschlands | 0,8              | 0,3               |
| -                 | Pro DM          | -                | 2,2               |
| -                 | KPD             | -                | 0,1               |
| Michael Peikert   | NPD             | 2,6              | 2,4               |
| -                 | FORUM           | -                | 0,1               |
| -                 | PBC             | -                | 0,2               |

Es waren 51.738 Personen wahlberechtigt. Die Wahlbeteiligung lag bei 63,5 %. Von den abgegebenen Stimmen waren 1,5 % ungültig. Als Direktkandidat wurde Horst Rasch (CDU) gewählt. Er erreichte 59,1 % aller gültigen Stimmen.

## Wahl 1994
Die Landtagswahl 1994 hatte folgendes Ergebnis:
| Direktkandidat     | Partei          | Erststimmen in % | Zweitstimmen in % |
| ------------------ | --------------- | ---------------- | ----------------- |
| Horst Rasch        | CDU             | 48,1             | 58,7              |
| Corinna Lochmann   | SPD             | 18,4             | 16,1              |
| Wolfgang Sellentin | FDP             | 8,1              | 2,5               |
| Joe Balzer         | GRÜNE           | 5,1              | 3,8               |
| -                  | DSU             | -                | 0,7               |
| -                  | REP             | -                | 1,4               |
| -                  | FORUM           | -                | 0,5               |
| Brigitte Zschoche  | PDS             | 15,9             | 15,8              |
| -                  | SP              | -                | 0,4               |
| Karl-Heinz Rutsch  | Allianz Sachsen | 4,4              | -                 |

Es waren 49.634 Personen wahlberechtigt. Die Wahlbeteiligung lag bei 61,5 %. Von den abgegebenen Stimmen waren 1,5 % ungültig. Als Direktkandidat wurde Horst Rasch(CDU) gewählt. Er erreichte 48,1 % aller gültigen Stimmen.